# Bédarieux
Bédarieux – miejscowość i gmina we Francji, w regionie Oksytania, w departamencie Hérault.

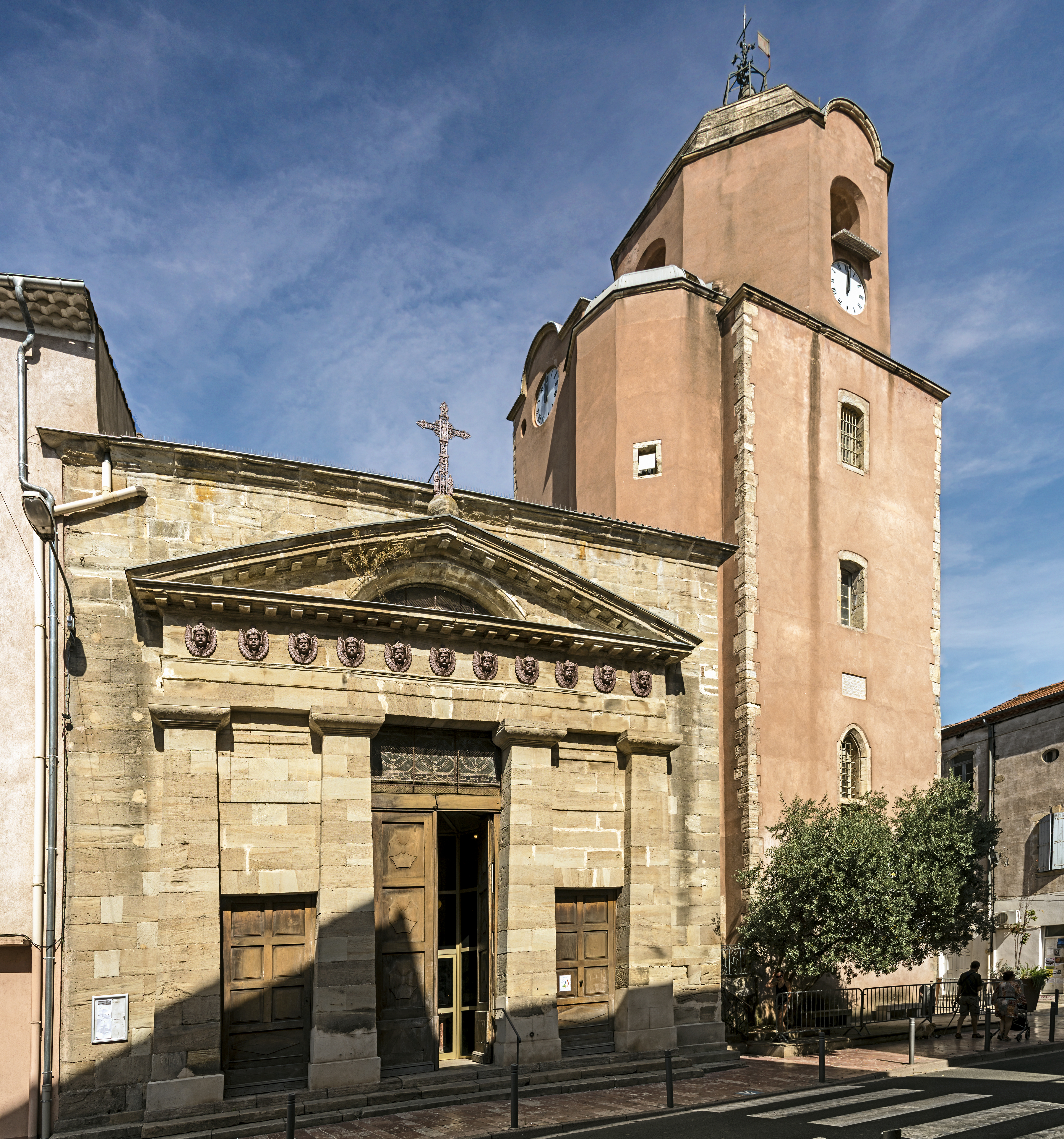

Według danych na rok 1990 gminę zamieszkiwało 5997 osób, a gęstość zaludnienia wynosiła 216 osób/km² (wśród 1545 gmin Langwedocji-Roussillon Bédarieux plasuje się na 47. miejscu pod względem liczby ludności, natomiast pod względem powierzchni na miejscu 232.).
W miejscowości znajduje się stacja kolejowa Gare de Bédarieux.